# ティエージ
ティエージ（イタリア語: Thiesi）は、イタリア共和国サルデーニャ自治州サッサリ県にある、人口約2,900人の基礎自治体（コムーネ）。

## 地理

### 位置・広がり

#### 隣接コムーネ
隣接するコムーネは以下の通り。
- ベッスーデ
- ボルッタ
- ケレームレ
- コッソイーネ
- ジャーヴェ
- イッティリ
- ロマーナ
- ヴィッラノーヴァ・モンテレオーネ